# Raleigh Bicycle Company
Raleigh Bicycle Company (Bicicletas Raleigh), actualmente Raleigh Cycle Ltd., es un fabricante de bicicletas originalmente con sede en Nottingham, Reino Unido. Es una de las más antiguas empresas de bicicletas en el mundo. Entre 1929 a 1935 Raleigh también produjo motocicletas y vehículos de tres ruedas, que conduce a la formación de la empresa Reliant. 
Hoy en día Raleigh Cycle Ltd. consta de seis unidades de negocio:  Raleigh Reino Unido, Raleigh Estados Unidos, Raleigh Canadá, Raleigh Argentina, Raleigh DTC (una empresa de abastecimiento de Asia) y Raleigh Licensing. La compañía tiene cerca de 430 empleados y unos ingresos anuales de alrededor de $265 millones de dólares. Raleigh vendió aproximadamente 850.000 bicicletas en el año 2011.

## Historia

### Primeros años

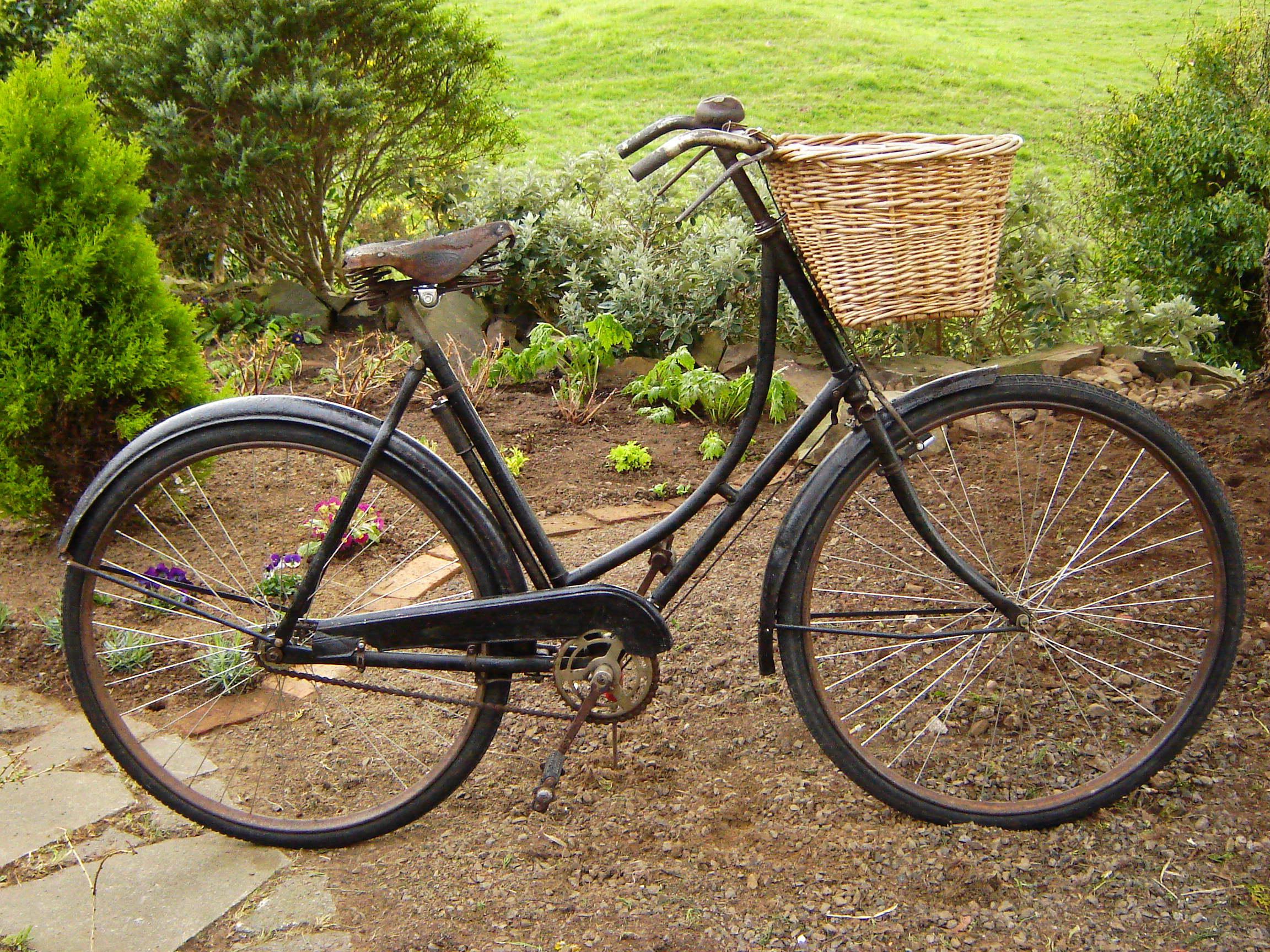
Raleigh para damas de 1929

La historia de Raleigh comienza en 1887, en «Raleigh Street» (calle Raleigh), Nottingham (Reino Unido de Gran Bretaña e Irlanda). Frank Bowden, un optimista empresario de 38 años de edad, por consejo de su médico y debido a su estado de salud, compró una bicicleta fabricada por los Señores. Woodhead, Angois y Ellis. Bowden, quedó impresionado por su bicicleta y fue a la calle Raleigh para encontrar los responsables. Woodhead, Angois y Ellis fabricaban tres bicicletas a la semana. Bowden, hizo una oferta y compró la empresa. La producción aumentó y tres años más tarde, en 1890, necesitaba un taller más grande, donde encuentra en un edificio de cuatro plantas en «Russell Street». Le cambió el nombre de la empresa a «Raleigh Cycles» para conmemorar la dirección original. 
En seis años Bowden había creado un negocio que se convirtió en la mayor empresa de fabricación de bicicletas en el mundo y ocupaba siete acres y medio en «Faraday Road», Nottingham. 
En 1902, Sturmey-Archer pasó a formar parte del grupo de Raleigh. Los cambios de buje Sturmey-Archer de tres velocidades fueron el primer sistema de cambios prácticos, se ofreció al público en 1903. Fue un gran avance tecnológico que ayudó a cambiar la forma de ir en bicicleta.
En 1939, Raleigh abrió una fábrica de bicicletas en «6 Hanover Quay» en Dublín, Irlanda (un país que se mantuvo neutral durante la Segunda Guerra Mundial), y allí comenzó la producción de bicicletas. La empresa Raleigh (Irlanda) se expandió y se trasladó al «8-11 Hanover Quay», Dublín en 1943. La planta produce bicicletas completas y bujes Sturmey-Archer, se mantuvo en producción hasta 1976, cuando la fábrica se quemó. 
Modelos producidos posteriormente fueron los Chopper y Triumph 20. En la década de 1960 las insignias del tubo frontal fueron cambiados, posiblemente después de la aprobación de la Ley de Descripciones de Comercio en el Reino Unido. Las bicicletas hechas en Dublín ya no tenían la inscripción Made in Nottingham en las insignias del tubo frontal del emblema de Raleigh (el ardeidae) o de Triumph, en su lugar el panel se deja vacío.

### La producción de bicicletas en la posguerra
Después de la Segunda Guerra Mundial, Raleigh se hizo conocida por sus bicicletas sports roadster deportivas, a menudo utilizando cambios de buje Sturmey-Archer de tres y cinco velocidades. Estas bicis fueron considerablemente más ligeras, livianas y más rápidas que las tradicionales y pesadas roadster utilitarias inglesas o las bicicletas americanas «cruisers» de una sola marcha con neumáticos anchos. En 1946, Raleigh y otros fabricantes de bicicletas inglesas representaron el 95% de las bicicletas importadas en los Estados Unidos.
Las Raleigh sports roadster, son a menudo incorrectamente llamadas bicicletas English racer, ya que no eran de carreras, se exportaron por todo el mundo, incluyendo Argentina, Brasil y los Estados Unidos. La empresa siguió aumentando las exportaciones a los Estados Unidos hasta 1955, cuando un aumento de tarifas en los aranceles de bicicletas extranjeras provocaron un cambio a favor de las importaciones de bicicletas procedentes de Alemania Occidental y Holanda. Sin embargo, esto fue solo un revés temporal, y en 1964, Raleigh nuevamente capturó el mercado de bicicletas de EE. UU.

### Expansión y fusiones
En 1951, Raleigh produjo más de un millón de bicicletas. Pero entre1950 y 1962, como los consumidores cada vez más prósperos abandonaron la bicicleta a favor del auto, las ventas de bicicletas en el Reino Unido se redujeron a la mitad. Esto llevó a que Raleigh, en 1958, reanudara la producción del ciclomotor y que más tarde lanzara una patineta a motor. Más significativamente, durante este periodo Raleigh adquirió dos de los rivales más fuertes: Triumph y Three Spires en 1954, y BSA (incluyendo la New Hudson y Sunbeam) en 1957.
La siguiente es una lista de empresas adueñadas por Raleigh:
- Humber 1932
- Rudge-Whitworth 1943
- Triumph 1954
- Three Spires 1954
- BSA 1957
- New Hudson 1957
- Sunbeam 1957
- Phillips 1960
- Hercules 1960
- Norman 1960
- Sun 1960
- Carlton 1960
- Brooks 1962

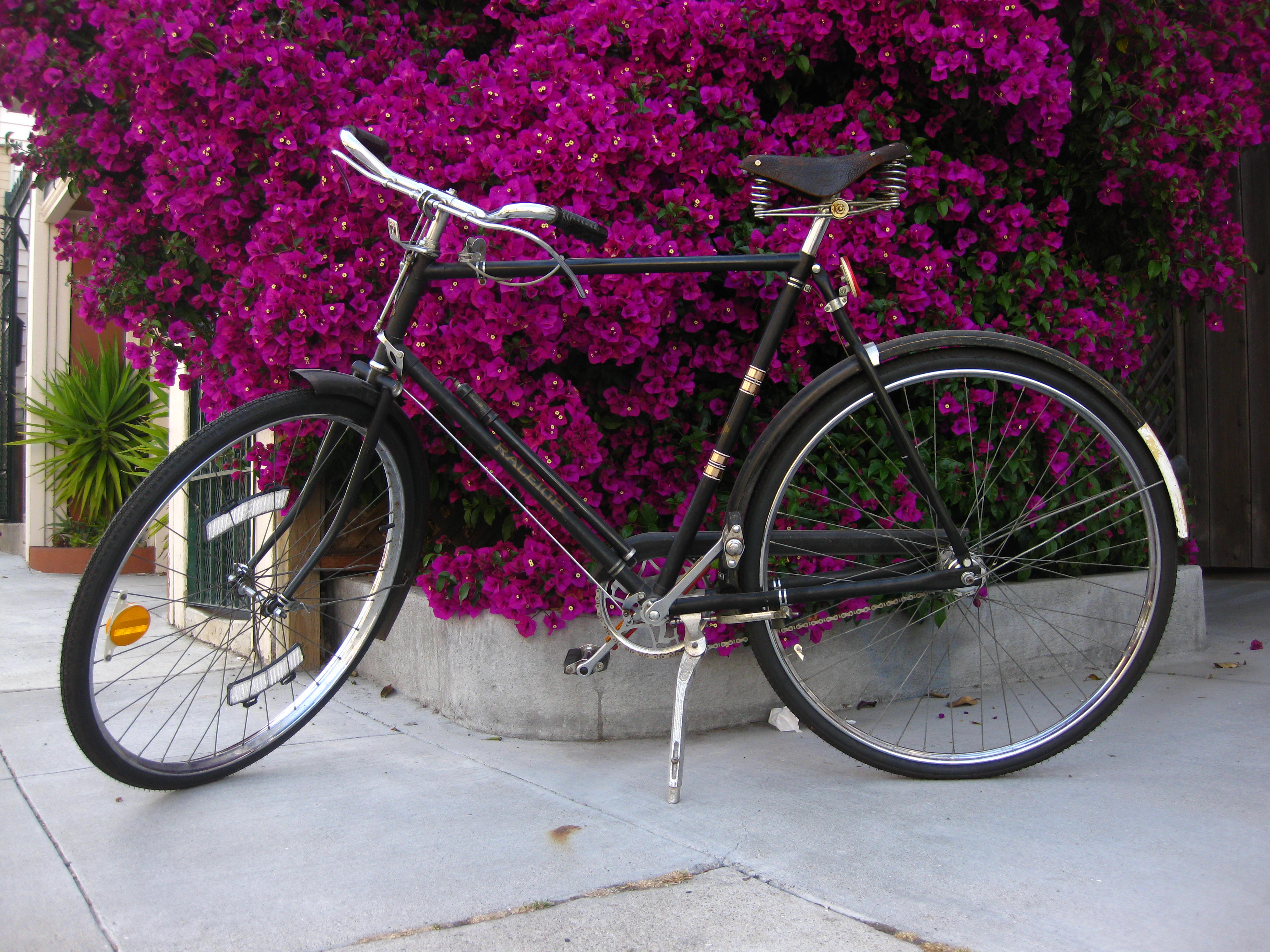
Raleigh sports roadster de tres velocidades de 1968
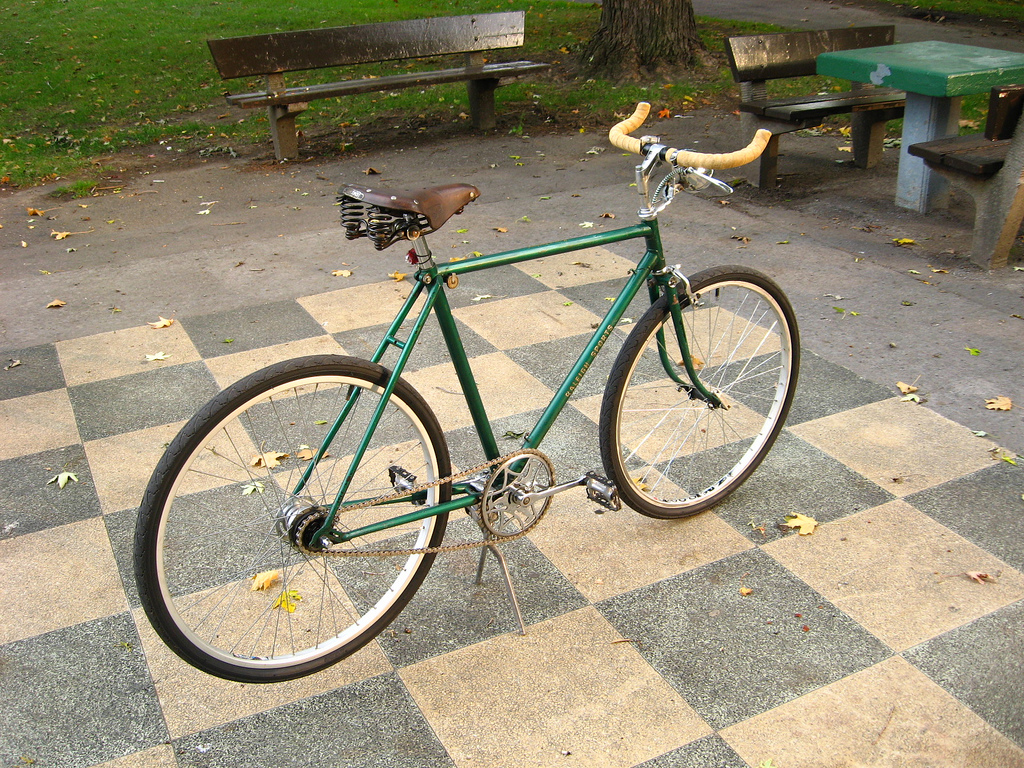
Raleigh sports roadster de 1956 actualizada
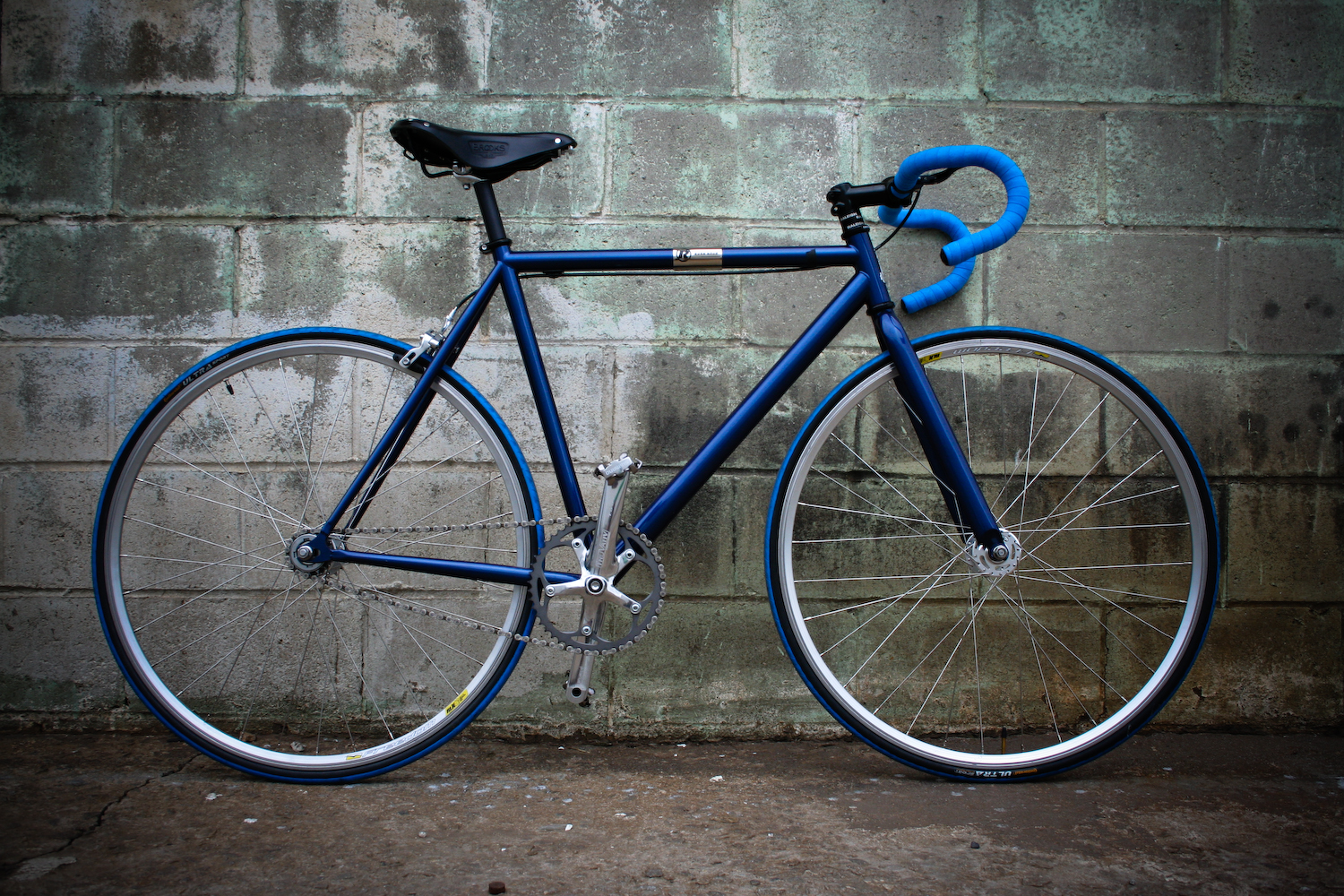
Bicicleta de pista Raleigh Rush Hour del 2008

### El Raleigh Chopper

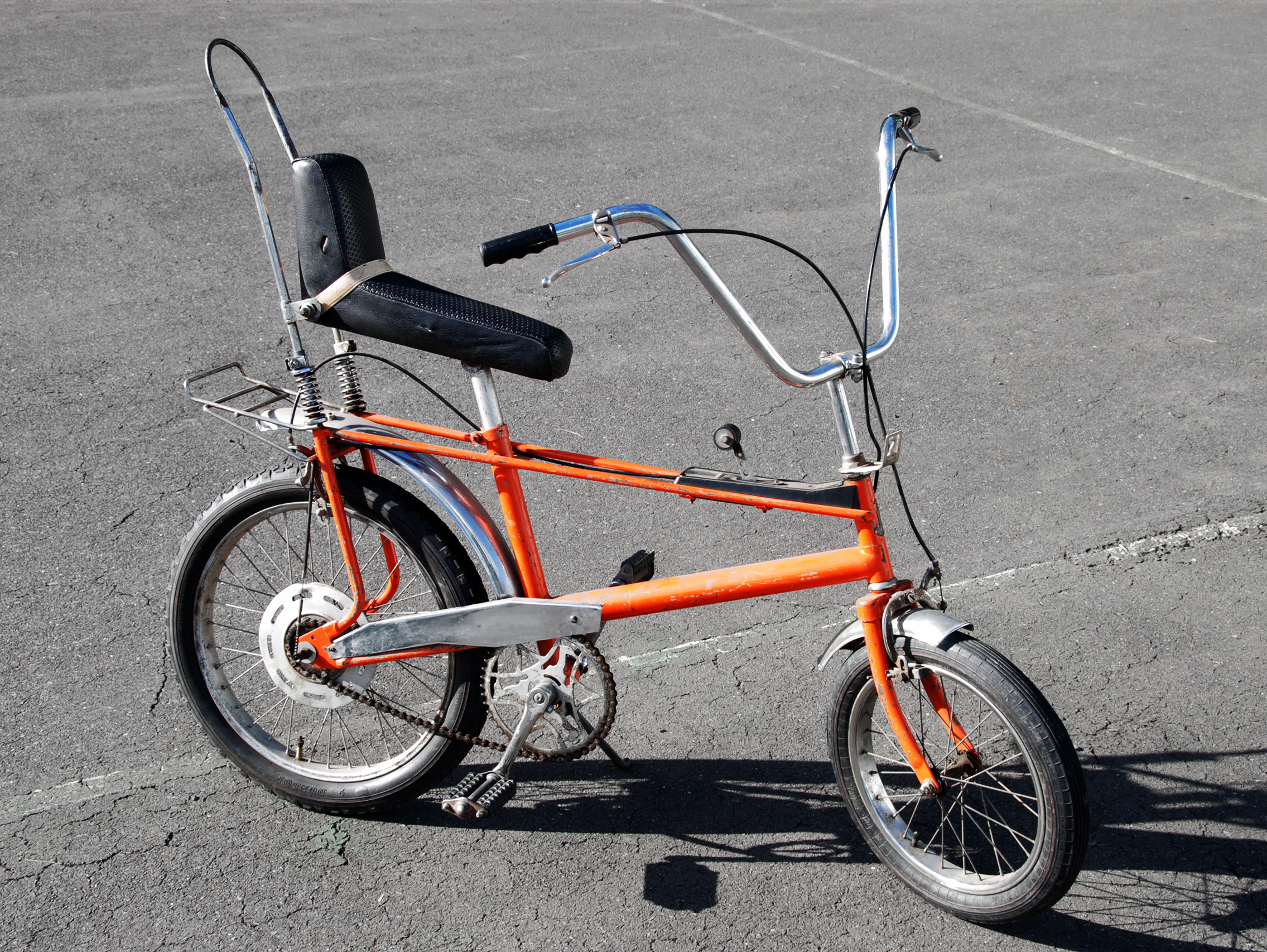
Raleigh Chopper

El Raleigh Chopper, diseñado por Alan Oakley, fue lanzado en Canadá junio de 1969 como una bicicleta para los niños. Salió a la venta en el Reino Unido en 1970 y se vendió bien, y fue un factor clave en la reactivación de las ganancias de la compañía. El Chopper presentó un cambio interno de buje Sturmey-Archer de 3 velocidades, la palanca de cambios estaba montado en el tubo superior horizontal del cuadro, una reminiscencia de la primera palanca de cambios suicidio de Harley-Davidson — una de sus características cool. Otras diferencias son el cuadro inusual, asiento acolchado con respaldo largo, suspensión de muelles en la parte trasera, el manillar de gran altura y tamaño diferente frontal (16 ") y posterior (20") las ruedas. Los neumáticos eran más anchas de lo normal para la época, con huella nudosa en la rueda trasera, con una fina banda roja. El precio era de aproximadamente £32 (49 USD) para una Chopper estándar a £55 para el lujo. Dos versiones más pequeñas, el Chipper y Tomahawk, también se venden bien.
El Mk 2 Chopper fue una versión mejorada a partir de 1972. Tenía la opción de cambios de marcha tipo desviador de cinco velocidades, pero mantuvo la palanca de cambios. El Mk 2 también se trasladó la rueda trasera más atrás, para ayudar a prevenir wheelies involuntarios. El Chopper se mantuvo en producción hasta 1982, cuando la creciente popularidad de la bicicleta BMX hizo disminuir las ventas. Sin embargo, el Chopper prácticamente rescató solo Raleigh, vendiendo millones en todo el mundo.
El Chopper fue la respuesta a la Schwinn Sting-Ray introducida en 1963, quien el diseñador Al Fritz de Schwinn se enteró de una nueva tendencia de la juventud centrada en California para el reequipamiento de bicicletas con los avíos de las motocicletas personalizadas al estilo «chopper», y creó la Sting-Ray.